# نحل إيطالي
موطنه الأصلي إيطاليا وهو أكثر السلالات انتشاراً في العالم، الحلقات الثلاثة البطنية الأخيرة سوداء والشعر الذي يغطي البطن قصير وطول اللسان يتراوح مابين 6. 3 - 6.6 مليمتر. نحل هذة السلالة هادئ الطباع لا يميل إلي التطريد ولا يجمع مادة البروبوليس إلا بكميات ضئيلة وملكاته نشيطة بياضة، ومن عيوبه عدم إحكام قفله لعيون العسل وميله للسرقة.